# Fêtes et jours fériés aux États-Unis

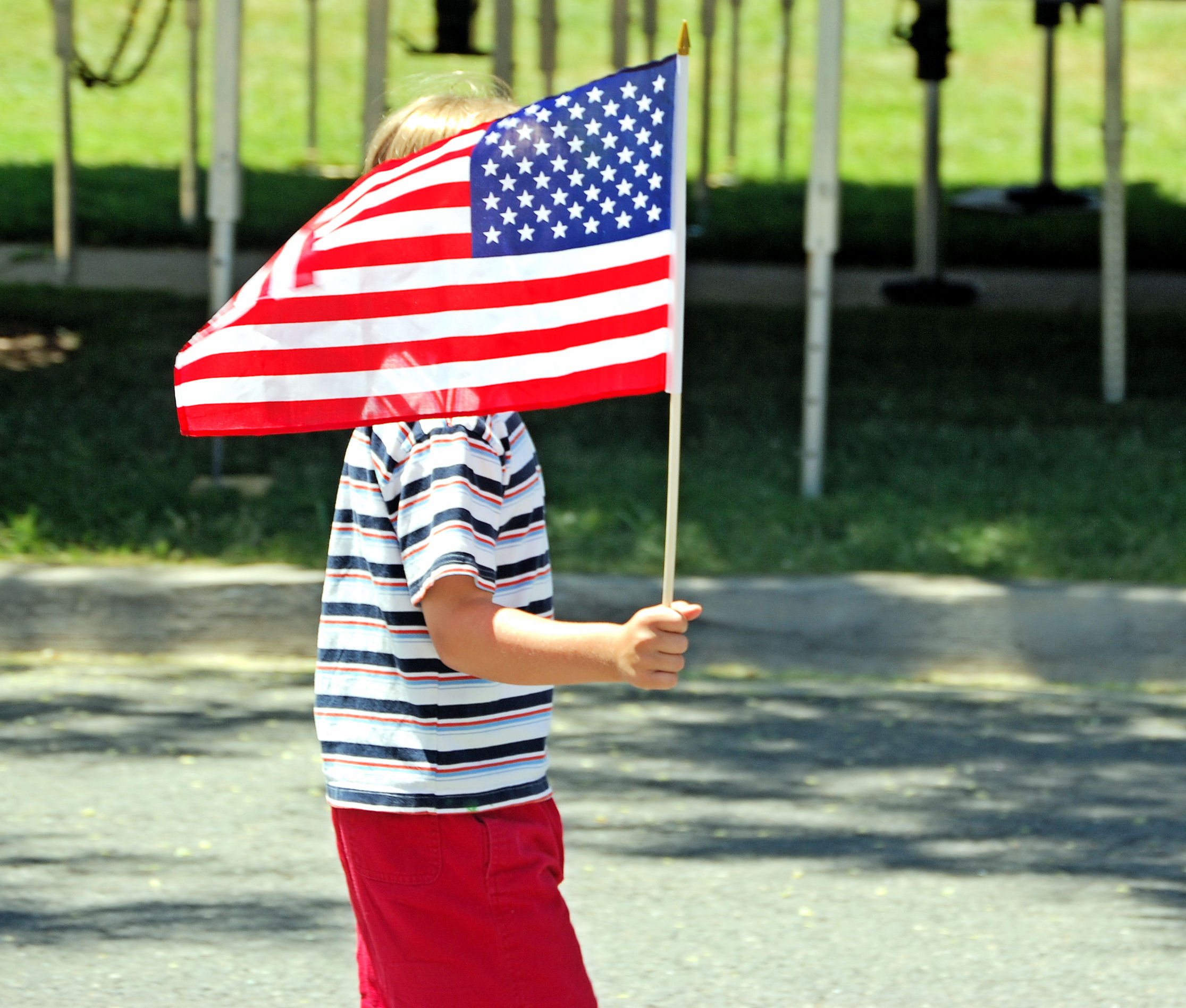
Enfant tenant le drapeau des États-Unis lors de la fête nationale.

Les fêtes et jours fériés aux États-Unis sont définis de plusieurs façons ; les fêtes légales fédérales célébrées nationalement (qui représentent 11 jours, sauf exception) et à l'échelle des États. 
La plupart des jours fédéraux sont à date mobile mais calés sur des lundis afin de pouvoir permettre aux américains de profiter de longs week-ends.
Le 11 septembre fête des patriotes en souvenir de l'attentat sur les tours jumelles

## Récapitulatif
| Date                                   | Nom français                              | Nom local                           | États (identifié par son code ISO 3166-2) | États (identifié par son code ISO 3166-2) | États (identifié par son code ISO 3166-2) | États (identifié par son code ISO 3166-2) | États (identifié par son code ISO 3166-2) | États (identifié par son code ISO 3166-2) | États (identifié par son code ISO 3166-2) | États (identifié par son code ISO 3166-2) | États (identifié par son code ISO 3166-2) | États (identifié par son code ISO 3166-2) | États (identifié par son code ISO 3166-2) | États (identifié par son code ISO 3166-2) | États (identifié par son code ISO 3166-2) | États (identifié par son code ISO 3166-2) | États (identifié par son code ISO 3166-2) | États (identifié par son code ISO 3166-2) | États (identifié par son code ISO 3166-2) | États (identifié par son code ISO 3166-2) | États (identifié par son code ISO 3166-2) | États (identifié par son code ISO 3166-2) | États (identifié par son code ISO 3166-2) | États (identifié par son code ISO 3166-2) | États (identifié par son code ISO 3166-2) | États (identifié par son code ISO 3166-2) | États (identifié par son code ISO 3166-2) |
| Date                                   | Nom français                              | Nom local                           | AL                                        | AK                                        | AZ                                        | AR                                        | CA                                        | CO                                        | CT                                        | DE                                        | FL                                        | GA                                        | HI                                        | IA                                        | ID                                        | IL                                        | IN                                        | KS                                        | KY                                        | LA                                        | ME                                        | MD                                        | MA                                        | MI                                        | MN                                        | MS                                        | MO                                        |
| -------------------------------------- | ----------------------------------------- | ----------------------------------- | ----------------------------------------- | ----------------------------------------- | ----------------------------------------- | ----------------------------------------- | ----------------------------------------- | ----------------------------------------- | ----------------------------------------- | ----------------------------------------- | ----------------------------------------- | ----------------------------------------- | ----------------------------------------- | ----------------------------------------- | ----------------------------------------- | ----------------------------------------- | ----------------------------------------- | ----------------------------------------- | ----------------------------------------- | ----------------------------------------- | ----------------------------------------- | ----------------------------------------- | ----------------------------------------- | ----------------------------------------- | ----------------------------------------- | ----------------------------------------- | ----------------------------------------- |
| 1er janvier                            | Jour de l'an                              | New Year's Day                      | Oui                                       | Oui                                       | Oui                                       | Oui                                       | Oui                                       | Oui                                       | Oui                                       | Oui                                       | Oui                                       | Oui                                       | Oui                                       | Oui                                       | Oui                                       | Oui                                       | Oui                                       | Oui                                       | Oui                                       | Oui                                       | Oui                                       | Oui                                       | Oui                                       | Oui                                       | Oui                                       | Oui                                       | Oui                                       |
| Troisième lundi de janvier             | Journée de Marthin Luther King            | Martin Luther King Day              | Oui                                       | Oui                                       | Oui                                       | Oui                                       | Oui                                       | Oui                                       | Oui                                       | Oui                                       | Oui                                       | Oui                                       | Oui                                       | Oui                                       | Oui                                       | Oui                                       | Oui                                       | Oui                                       | Oui                                       | Oui                                       | Oui                                       | Oui                                       | Oui                                       | Oui                                       | Oui                                       | Oui                                       | Oui                                       |
| 19 janvier                             | Journée de Robert E. Lee                  | Robert E. Lee Day                   |                                           |                                           |                                           |                                           |                                           |                                           |                                           |                                           |                                           | Oui                                       |                                           |                                           |                                           |                                           |                                           |                                           |                                           |                                           |                                           |                                           |                                           |                                           |                                           | Oui                                       |                                           |
| 12 février                             | Anniversaire de Lincoln                   | Lincoln's Birthday                  |                                           |                                           |                                           |                                           |                                           | Oui                                       |                                           |                                           |                                           |                                           |                                           | Oui                                       |                                           | Oui                                       | Oui                                       |                                           |                                           |                                           |                                           |                                           |                                           |                                           |                                           |                                           |                                           |
| Troisième lundi de février             | Journée de la Présidence                  | Presidents Day                      | Oui                                       | Oui                                       | Oui                                       | Oui                                       | Oui                                       | Oui                                       | Oui                                       | Oui                                       | Oui                                       | Oui                                       | Oui                                       | Oui                                       | Oui                                       | Oui                                       | Oui                                       | Oui                                       | Oui                                       | Oui                                       | Oui                                       | Oui                                       | Oui                                       | Oui                                       | Oui                                       | Oui                                       | Oui                                       |
| Premier lundi de mars                  | Journée de Casimir Pulaski                | Casimir Pulaski Day                 |                                           |                                           |                                           |                                           |                                           |                                           |                                           |                                           |                                           |                                           |                                           |                                           |                                           | Oui                                       |                                           |                                           |                                           |                                           |                                           |                                           |                                           |                                           |                                           |                                           |                                           |
| 17 mars                                | Jour de l'Évacuation                      | Evacuation Day                      |                                           |                                           |                                           |                                           |                                           |                                           |                                           |                                           |                                           |                                           |                                           |                                           |                                           |                                           |                                           |                                           |                                           |                                           |                                           |                                           | Oui                                       |                                           |                                           |                                           |                                           |
| 26 mars                                | Journée du prince Kūhiō                   | Prince Kūhiō Day Day                |                                           |                                           |                                           |                                           |                                           |                                           |                                           |                                           |                                           |                                           | Oui                                       |                                           |                                           |                                           |                                           |                                           |                                           |                                           |                                           |                                           |                                           |                                           |                                           |                                           |                                           |
| Dernier lundi de mars                  | Jour de Seward                            | Seward Day                          |                                           | Oui                                       |                                           |                                           | Oui                                       |                                           |                                           |                                           |                                           |                                           |                                           |                                           |                                           |                                           |                                           |                                           |                                           |                                           |                                           |                                           |                                           |                                           |                                           |                                           |                                           |
| 31 mars                                | Jour de Cesar Chavez                      | Cesar Chavez Day                    |                                           |                                           | Oui                                       |                                           |                                           |                                           |                                           |                                           |                                           |                                           |                                           |                                           |                                           |                                           |                                           |                                           |                                           |                                           |                                           |                                           |                                           |                                           |                                           |                                           |                                           |
| date mobile                            | Mardi gras                                | Mardi gras                          |                                           |                                           |                                           |                                           |                                           |                                           |                                           |                                           |                                           |                                           |                                           |                                           |                                           |                                           |                                           |                                           |                                           | Oui                                       |                                           |                                           |                                           |                                           |                                           |                                           |                                           |
| date mobile                            | Vendredi saint                            | Good Friday                         |                                           |                                           |                                           |                                           |                                           |                                           | Oui                                       | Oui                                       |                                           |                                           |                                           |                                           |                                           |                                           | Oui                                       |                                           | Oui                                       | Oui                                       |                                           |                                           |                                           |                                           |                                           |                                           |                                           |
| Troisième lundi d'avril                | Journée des patriotes                     | Patriots' Day                       |                                           |                                           |                                           |                                           |                                           |                                           |                                           |                                           |                                           |                                           |                                           |                                           |                                           |                                           |                                           |                                           |                                           |                                           | Oui                                       |                                           | Oui                                       |                                           |                                           |                                           |                                           |
| 26 avril                               | Fête du mémorial des confédérés           | Confederate Memorial Day            |                                           |                                           |                                           |                                           |                                           |                                           |                                           |                                           | Oui                                       |                                           |                                           |                                           |                                           |                                           |                                           |                                           |                                           |                                           |                                           |                                           |                                           |                                           |                                           |                                           |                                           |
| Dernier lundi d'avril                  | Fête du mémorial des confédérés           | Confederate Memorial Day            | Oui                                       |                                           |                                           |                                           |                                           |                                           |                                           |                                           |                                           | Oui                                       |                                           |                                           |                                           |                                           |                                           |                                           |                                           |                                           |                                           |                                           |                                           |                                           |                                           | Oui                                       |                                           |
| Dernier lundi de mai                   | Jour du souvenir                          | Memorial Day                        | Oui                                       | Oui                                       | Oui                                       | Oui                                       | Oui                                       | Oui                                       | Oui                                       | Oui                                       | Oui                                       | Oui                                       | Oui                                       | Oui                                       | Oui                                       | Oui                                       | Oui                                       | Oui                                       | Oui                                       | Oui                                       | Oui                                       | Oui                                       | Oui                                       | Oui                                       | Oui                                       | Oui                                       | Oui                                       |
| Premier lundi de juin                  | Anniversaire de Jefferson Davis           | Jefferson Davis birthday            | Oui                                       |                                           |                                           |                                           |                                           |                                           |                                           |                                           |                                           |                                           |                                           |                                           |                                           |                                           |                                           |                                           |                                           |                                           |                                           |                                           |                                           |                                           |                                           |                                           |                                           |
| 3 juin                                 | Fête du mémorial des confédérés           | Confederate Memorial Day            |                                           |                                           |                                           |                                           |                                           |                                           |                                           |                                           |                                           |                                           |                                           |                                           |                                           |                                           |                                           |                                           | Oui                                       | Oui                                       |                                           |                                           |                                           |                                           |                                           |                                           |                                           |
| Premier samedi de juin                 | Fête du mémorial des confédérés           | Confederate Memorial Day            |                                           |                                           |                                           |                                           |                                           |                                           |                                           |                                           |                                           |                                           |                                           |                                           |                                           |                                           |                                           |                                           |                                           |                                           |                                           | Oui                                       |                                           |                                           |                                           |                                           |                                           |
| 11 juin                                | Journée de Kamehameha Ier                 | Kamehameha Day                      |                                           |                                           |                                           |                                           |                                           |                                           |                                           |                                           |                                           |                                           | Oui                                       |                                           |                                           |                                           |                                           |                                           |                                           |                                           |                                           |                                           |                                           |                                           |                                           |                                           |                                           |
| 19 juin                                | Juin-dix-neuvième (fin de l'esclavagisme) | Juneteenth                          | Oui                                       | Oui                                       | Oui                                       | Oui                                       | Oui                                       | Oui                                       | Oui                                       | Oui                                       | Oui                                       | Oui                                       | Oui                                       | Oui                                       | Oui                                       | Oui                                       | Oui                                       | Oui                                       | Oui                                       | Oui                                       | Oui                                       | Oui                                       | Oui                                       | Oui                                       | Oui                                       | Oui                                       | Oui                                       |
| 4 juillet                              | Jour de l'Indépendance                    | Independence Day                    | Oui                                       | Oui                                       | Oui                                       | Oui                                       | Oui                                       | Oui                                       | Oui                                       | Oui                                       | Oui                                       | Oui                                       | Oui                                       | Oui                                       | Oui                                       | Oui                                       | Oui                                       | Oui                                       | Oui                                       | Oui                                       | Oui                                       | Oui                                       | Oui                                       | Oui                                       | Oui                                       | Oui                                       | Oui                                       |
| Troisième vendredi d'août              | Journée d'État                            | Statehood Day                       |                                           |                                           |                                           |                                           |                                           |                                           |                                           |                                           |                                           |                                           | Oui                                       |                                           |                                           |                                           |                                           |                                           |                                           |                                           |                                           |                                           |                                           |                                           |                                           |                                           |                                           |
| Premier lundi de septembre             | Fête du Travail                           | Labor Day                           | Oui                                       | Oui                                       | Oui                                       | Oui                                       | Oui                                       | Oui                                       | Oui                                       | Oui                                       | Oui                                       | Oui                                       | Oui                                       | Oui                                       | Oui                                       | Oui                                       | Oui                                       | Oui                                       | Oui                                       | Oui                                       | Oui                                       | Oui                                       | Oui                                       | Oui                                       | Oui                                       | Oui                                       | Oui                                       |
| Deuxième lundi d'octobre               | Jour de Christophe Colomb                 | Columbus Day                        | Oui                                       |                                           | Oui                                       | Oui                                       | Oui                                       | Oui                                       | Oui                                       | Oui                                       | Oui                                       | Oui                                       |                                           | Oui                                       | Oui                                       | Oui                                       | Oui                                       | Oui                                       | Oui                                       | Oui                                       | Oui                                       | Oui                                       | Oui                                       | Oui                                       |                                           | Oui                                       | Oui                                       |
| 18 octobre                             | Jour de l'Alaska                          | Alaska Day                          |                                           | Oui                                       |                                           |                                           |                                           |                                           |                                           |                                           |                                           |                                           |                                           |                                           |                                           |                                           |                                           |                                           |                                           |                                           |                                           |                                           |                                           |                                           |                                           |                                           |                                           |
| Mardi suivant le 1er lundi de novembre | Election Day                              | Election Day                        |                                           |                                           |                                           |                                           |                                           |                                           |                                           | Oui                                       |                                           |                                           | Oui                                       |                                           |                                           | Oui                                       | Oui                                       |                                           | Oui                                       | Oui                                       |                                           | Oui                                       |                                           |                                           |                                           |                                           |                                           |
| 11 novembre                            | Journée des anciens combattants           | Veterans Day                        | Oui                                       | Oui                                       | Oui                                       | Oui                                       | Oui                                       | Oui                                       | Oui                                       | Oui                                       | Oui                                       | Oui                                       | Oui                                       | Oui                                       | Oui                                       | Oui                                       | Oui                                       | Oui                                       | Oui                                       | Oui                                       | Oui                                       | Oui                                       | Oui                                       | Oui                                       | Oui                                       | Oui                                       | Oui                                       |
| Quatrième jeudi de novembre            | Thanksgiving                              | Thanksgiving Day                    | Oui                                       | Oui                                       | Oui                                       | Oui                                       | Oui                                       | Oui                                       | Oui                                       | Oui                                       | Oui                                       | Oui                                       | Oui                                       | Oui                                       | Oui                                       | Oui                                       | Oui                                       | Oui                                       | Oui                                       | Oui                                       | Oui                                       | Oui                                       | Oui                                       | Oui                                       | Oui                                       | Oui                                       | Oui                                       |
| Vendredi après le 4e jeudi de novembre | Lendemain de Thanksgiving                 | Day After Thanksgiving Black Friday |                                           |                                           |                                           |                                           |                                           |                                           |                                           | Oui                                       | Oui                                       |                                           |                                           |                                           |                                           |                                           | Oui                                       |                                           | Oui                                       | Oui                                       |                                           |                                           |                                           |                                           | Oui                                       |                                           |                                           |
| 24 décembre                            | Réveillon de Noël                         | Christmas Eve                       |                                           |                                           |                                           | Oui                                       |                                           |                                           |                                           |                                           |                                           | Oui                                       |                                           |                                           |                                           |                                           |                                           |                                           | Oui                                       |                                           |                                           |                                           |                                           | Oui                                       |                                           |                                           |                                           |
| 25 décembre 26 décembre                | Noël Lendemain de Noël                    | Christmas Day After Christmas       | Oui                                       | Oui                                       | Oui                                       | Oui                                       | Oui                                       | Oui                                       | Oui                                       | Oui                                       | Oui                                       | Oui                                       | Oui                                       | Oui                                       | Oui                                       | Oui                                       | Oui                                       | Oui                                       | Oui                                       | Oui                                       | Oui                                       | Oui                                       | Oui                                       | Oui                                       | Oui                                       | Oui                                       | Oui                                       |
| 31 décembre                            | Réveillon de la Saint-Sylvestre           | New Year's Eve                      |                                           |                                           |                                           |                                           |                                           |                                           |                                           |                                           |                                           |                                           |                                           |                                           |                                           |                                           |                                           |                                           | Oui                                       |                                           |                                           |                                           |                                           | Oui                                       |                                           |                                           |                                           |

### Martin Luther King Day

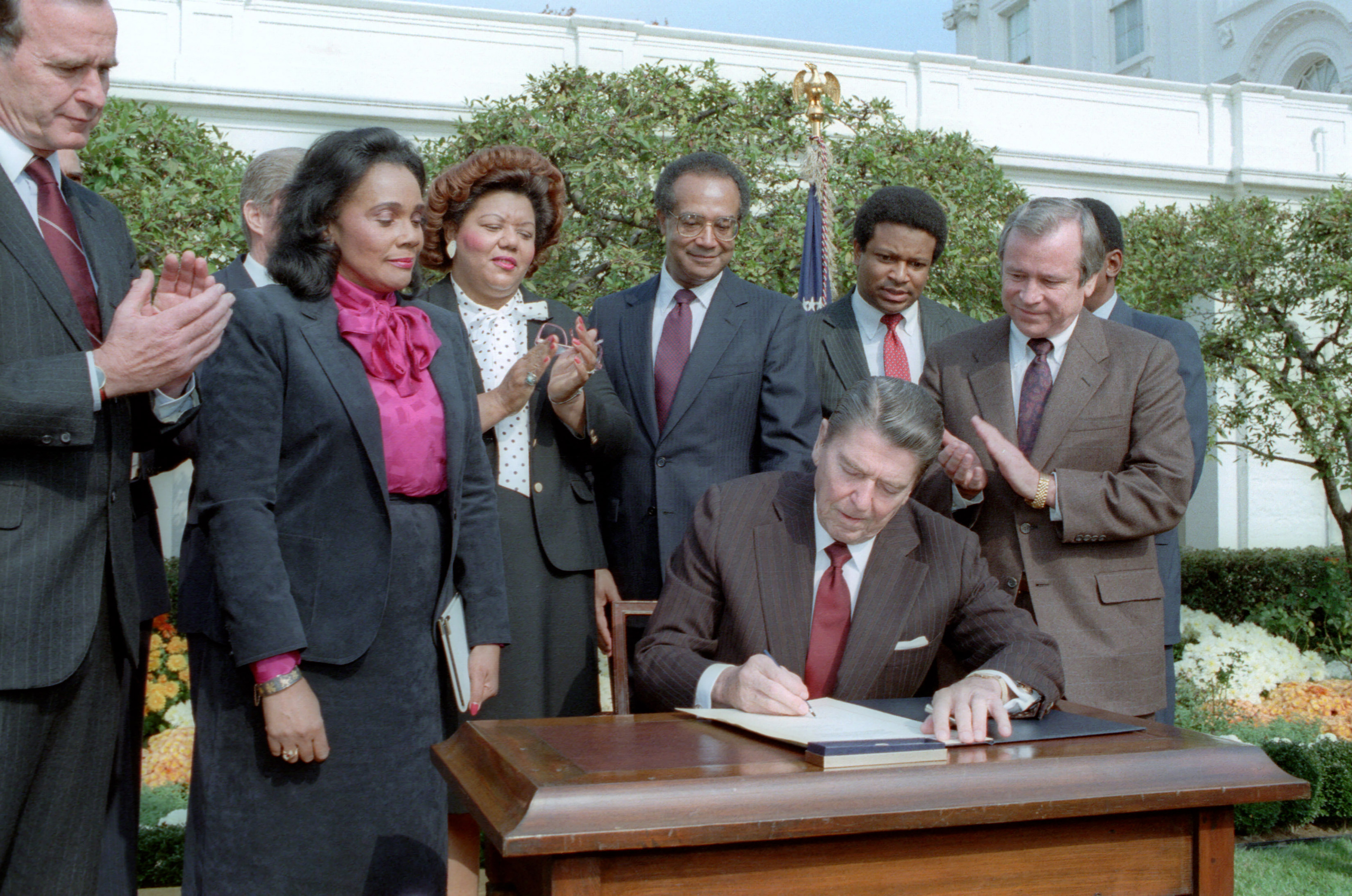
Ronald Reagan signant la création du jour férié fédéral en novembre 1983.

Le Martin Luther King Day est un jour férié aux États-Unis, marquant la date anniversaire de la naissance de Martin Luther King Jr. Il est fêté chaque année le troisième lundi du mois de janvier, autour du 15 janvier, date de l'anniversaire du révérend.
Après la mort de Martin Luther King Jr en 1968, John Conyers introduit un projet de loi au Congrès pour que l'anniversaire de naissance de Luther King soit un congé national, mettant en lumière l'action de Martin Luther King aux côtés des syndicats. Le 2 novembre 1983, Ronald Reagan signe la loi créant un jour férié fédéral pour honorer Martin Luther King. Il est observé pour la première fois le 20 janvier 1986.

### Jour de l'Indépendance

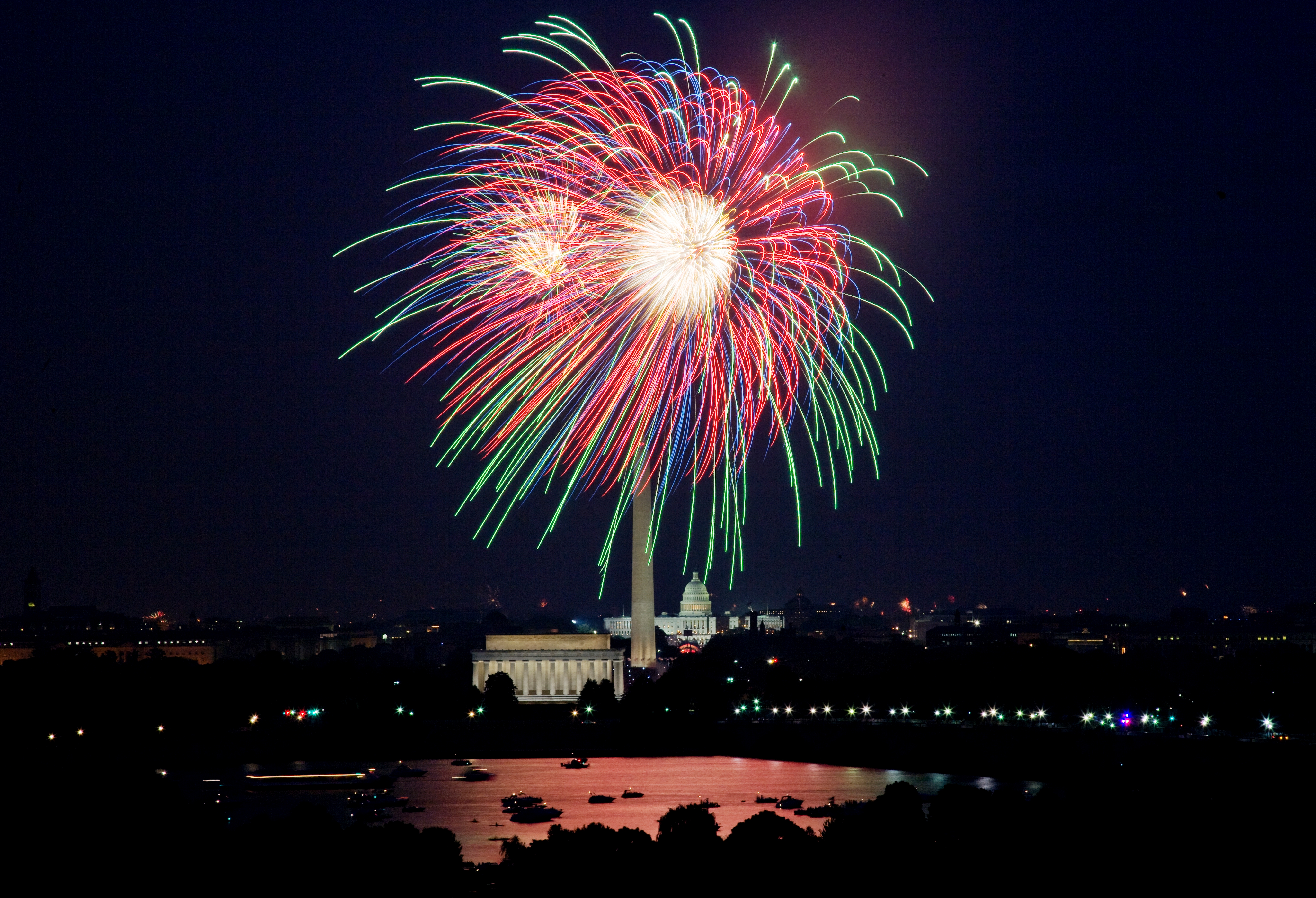
Feux d'artifice tirés devant le National Mall, à Washington, le 4 juillet 2008.

Le Jour de l’Indépendance (anglais : Independence Day ou Fourth of July) est la fête nationale des États-Unis commémorant la Déclaration d'indépendance du 4 juillet 1776, vis-à-vis du Royaume de Grande-Bretagne.
Ce jour férié est l’occasion de fêtes et de cérémonies célébrant l'histoire du pays, son gouvernement et ses traditions. Dans tout le pays se déroulent notamment des feux d'artifice, des défilés (appelés « parades »), des barbecues, des pique-niques et des matchs de baseball.

### Halloween

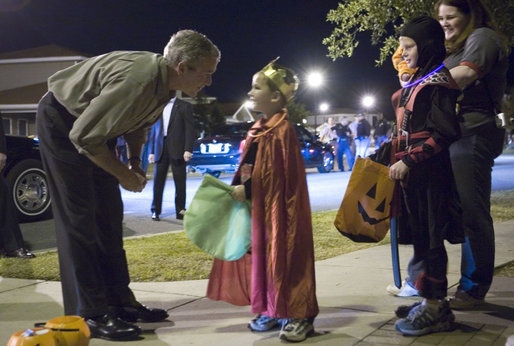
Le président George W. Bush à la chasse aux bonbons, le soir d'Halloween.

Halloween est une fête originaire des îles Anglo-Celtes célébrée dans la soirée du 31 octobre, veille de la Toussaint. Elle est introduite en Amérique du Nord après l'arrivée massive d'émigrants irlandais et écossais notamment à la suite de la Grande famine en Irlande (1845-1851). Elle y gagne en popularité à partir des années 1920 et c'est sur le nouveau continent qu'apparaissent les lanternes Jack-o'-lanterns confectionnées à partir de citrouilles, d'origine locale, en remplacement des rutabagas utilisées en Europe. Les américains ont un jour férié lors de la fête d'Halloween
C'est à la fin du XIXe siècle qu'Halloween devint aux États-Unis une source de festivité avec les déguisements et les décorations. Les enfants déguisés en sorcières ou en fantômes défilent dans les rues en frappant aux portes et en revendiquant des petits cadeaux (des bonbons) sous menace de malédiction en cas de refus. La coutume du "trick or treat", qui signifie « tu paies ou tu as un sort », est apparue aux États-Unis dans les années 1930. Aujourd'hui Halloween est fêté par un américain sur deux, un sur deux décore sa maison, 72,3 % distribuent des bonbons et 40,6 % se déguisent. Ils dépensent en moyenne 62 dollars par personne, ce qui représente un total de 8 milliards de dollars.

### Veterans Day
Veterans Day que l'on peut traduire par "Journée des anciens combattants" est une journée commémorative observée aux États-Unis en l'honneur des anciens combattants. C'est un jour férié fédéral qui est observé le 11 novembre. 

### Thanksgiving
Thanksgiving est une fête célébrée aux États-Unis le quatrième jeudi de novembre.

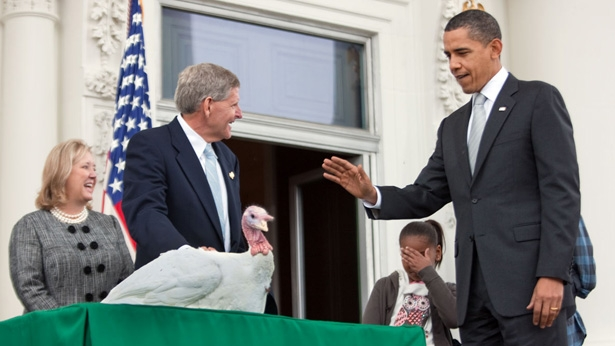
Le président Barack Obama graciant une dinde le jour de Thanksgiving (2009).

Historiquement, Thanksgiving était un jour de fête chrétienne durant lequel on remerciait Dieu par des prières et des réjouissances pour les bonheurs que l’on avait pu recevoir pendant l’année, cette célébration est désormais laïque en Amérique du Nord, les administrations et la plupart des entreprises étant fermées ce jour-là. Aux États-Unis, ce jour est férié depuis 1941.
Pour certains peuples amérindiens, l'Action de grâce constitue une commémoration des guerres indiennes.

### New Year's Eve

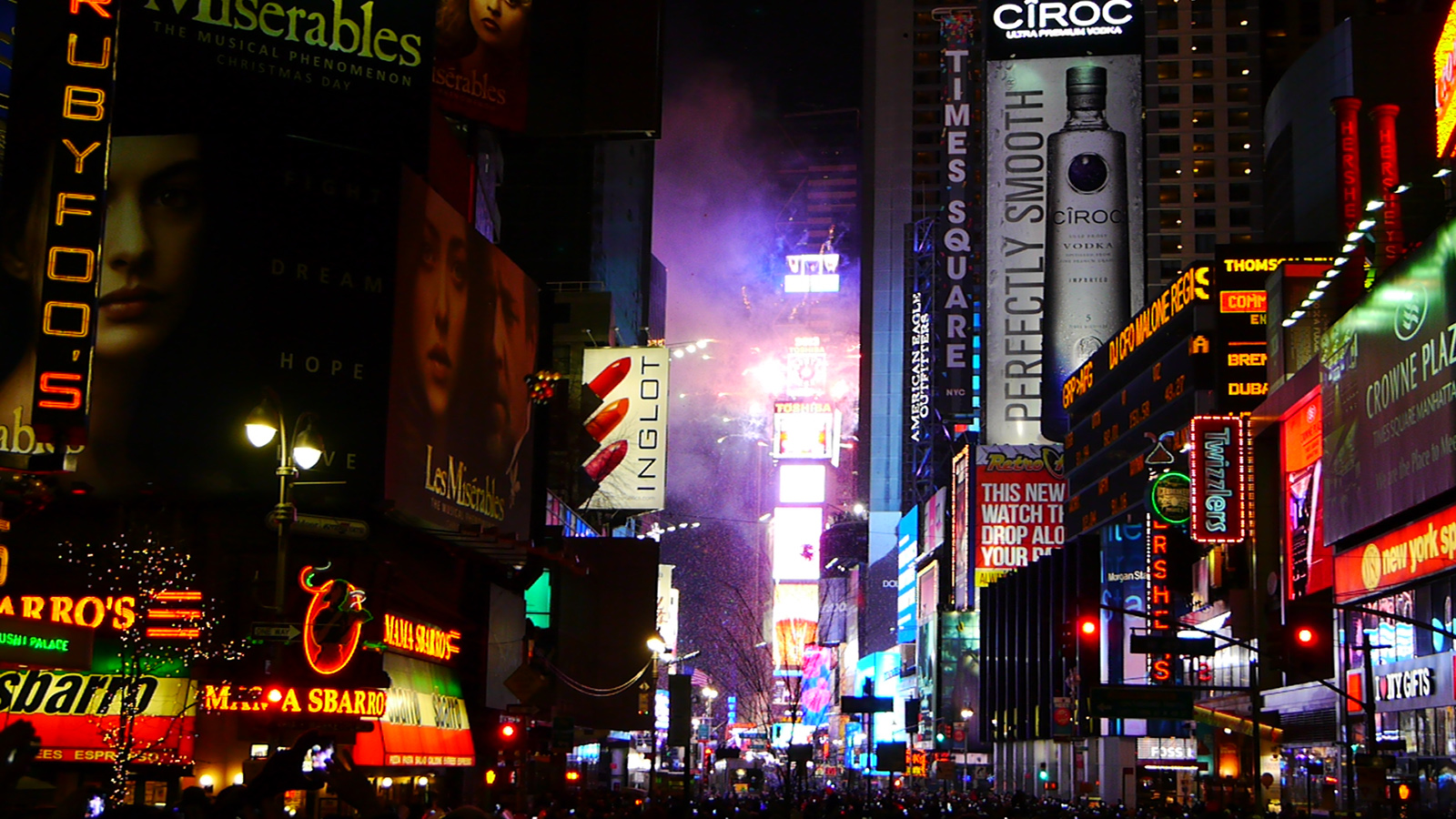
Réveillon du Jour de l'an à Times Square, à New-York.

Aux États-Unis, le réveillon du Jour de l'an (New Year's Eve) est une fête importante. Depuis un siècle, la chute de la Times Square Ball depuis le sommet du N° 1 Times Square à New York est l'une des principales composantes des cérémonies, retransmise en direct à la télévision. La boule de cristal, qui mesure deux mètres de diamètre et pèse une demi-tonne, commence à descendre à 23 h 59 et atteint le sol au pied de la tour à minuit. Cette coutume dérive d'un signal utilisé autrefois pour indiquer minuit dans les ports.